# Tal Eltiten
Tal Eltiten (tiếng Ả Rập: تل التتن) là một ngôi làng Syria nằm ở Al-Suqaylabiyah Nahiyah ở huyện Al-Suqaylabiyah, Hama. Theo Cục Thống kê Trung ương Syria (CBS), Tal Eltiten có dân số là 435 trong cuộc điều tra dân số năm 2004.